# Cámara de Comercio del Aburrá Sur
La Cámara de Comercio Aburrá Sur es una cámara de comercio colombiana fundada el 22 de febrero de 1999 y que inició sus labores el 8 de abril de 1992 y posee jurisdicción en los cinco municipios del sur del Valle de Aburrá (Antioquia), es decir, Caldas, Envigado, La Estrella, Sabaneta e Itagüí; con sede en cada uno de ellos, aunque es en Itagüí donde se encuentra su sede principal.
Originalmente sus municipios miembros pertenecían a la Cámara de Comercio de Medellín, creada en 1904; sin embargo, debido al crecimiento económico de los cinco municipios, así como por la iniciativa de industrias locales, se elevó la petición al Ministerio de Desarrollo Económico, siendo aprobada por César Gaviria Trujillo.